# Ophrys kotschyi
Ophrys kotschyi är en orkidéart som beskrevs av Hans Fleischmann och Károly Rezsö Soó von Bere. Ophrys kotschyi ingår i ofryssläktet, och familjen orkidéer. IUCN kategoriserar arten globalt som nära hotad.

## Underarter
Arten delas in i följande underarter:
- O. k. ariadnae
- O. k. cretica
- O. k. kotschyi

## Bildgalleri

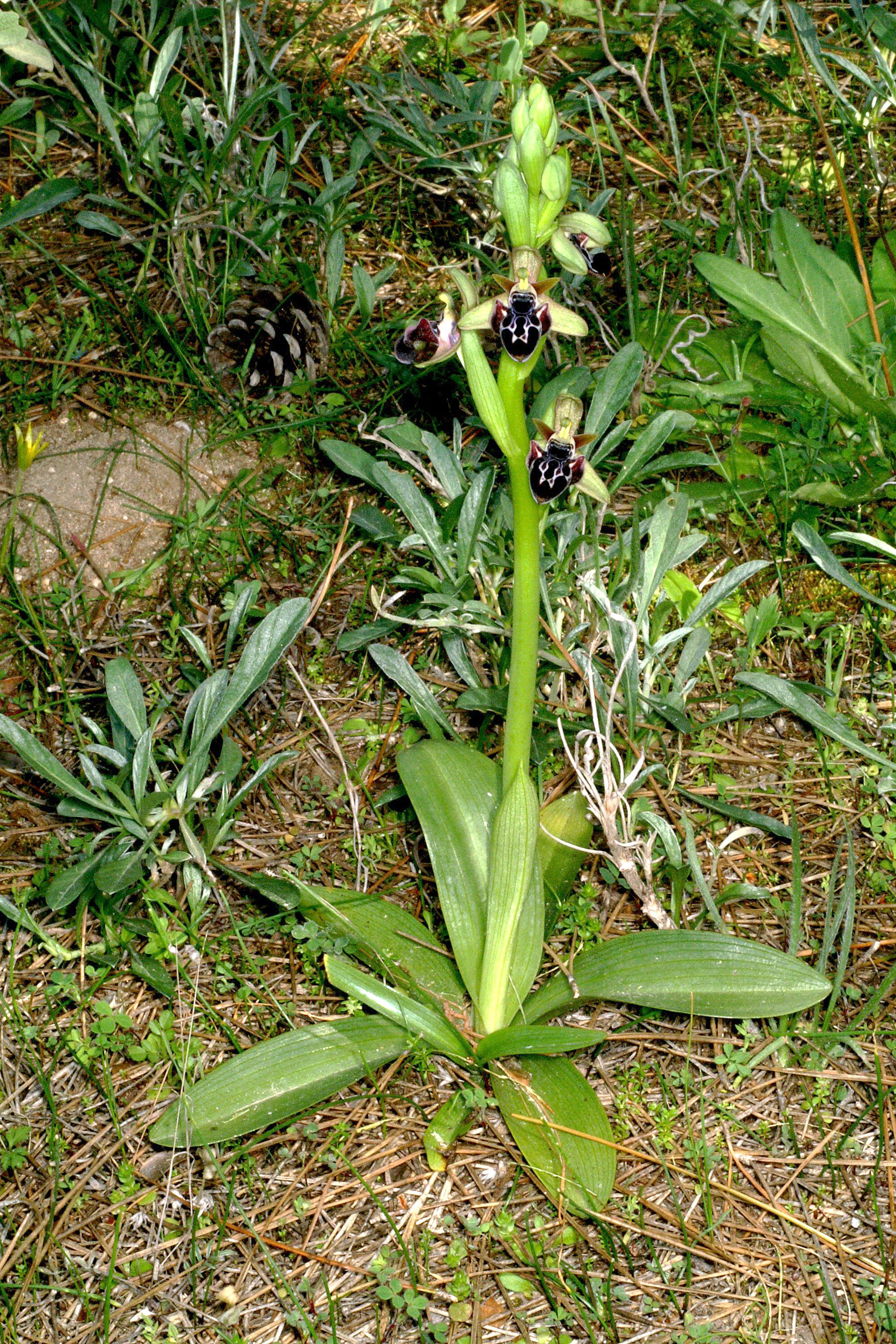
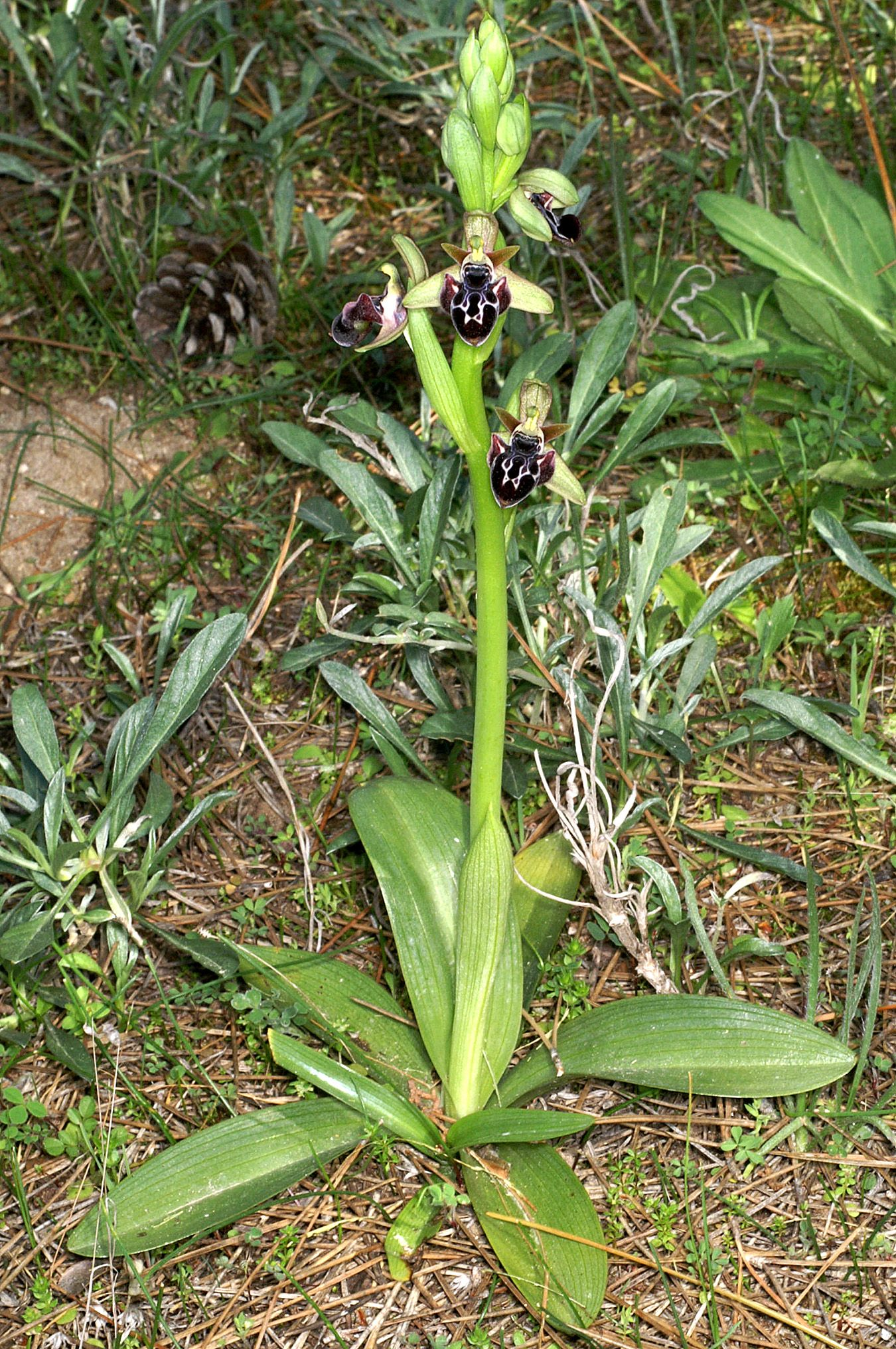
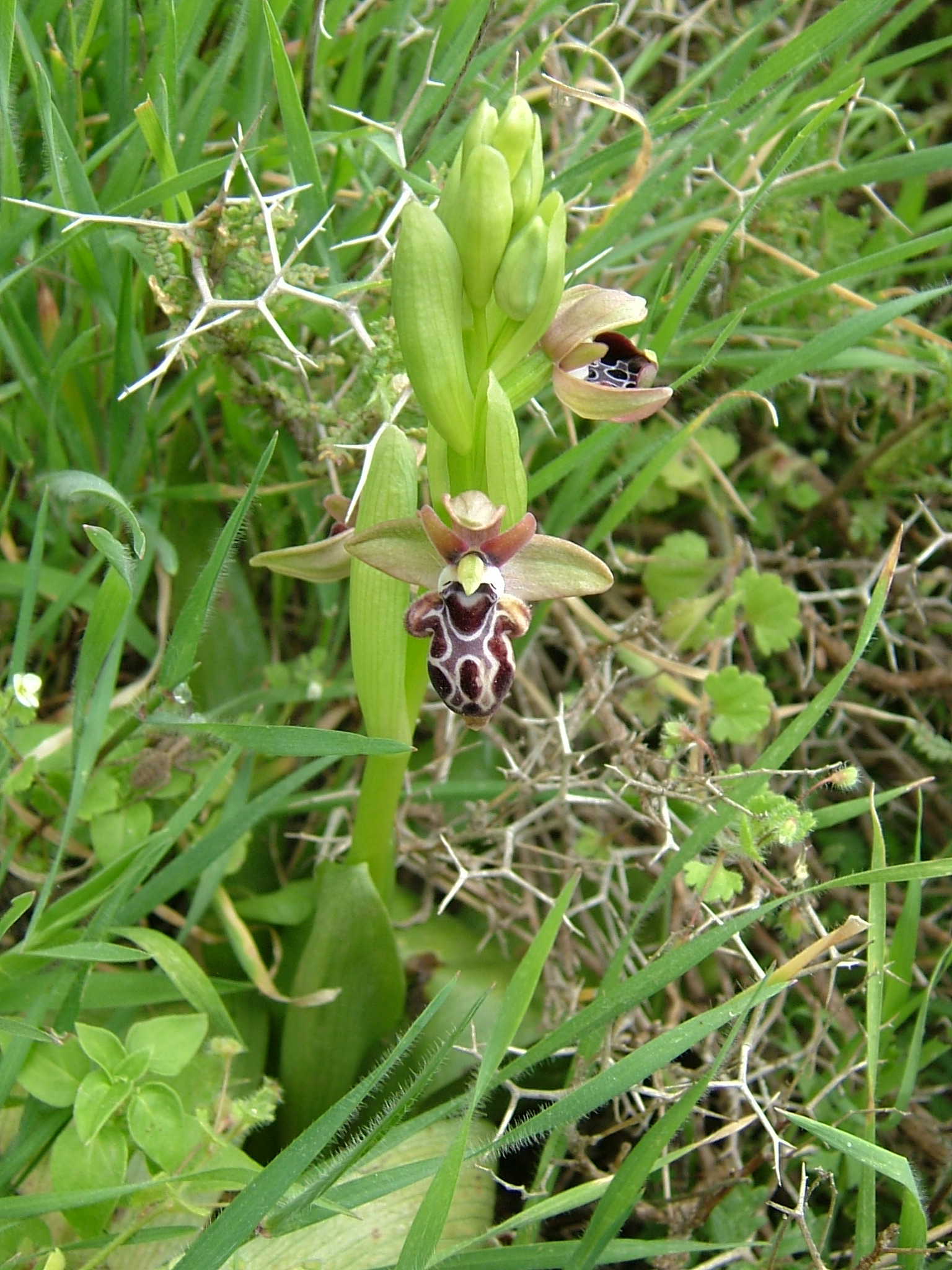
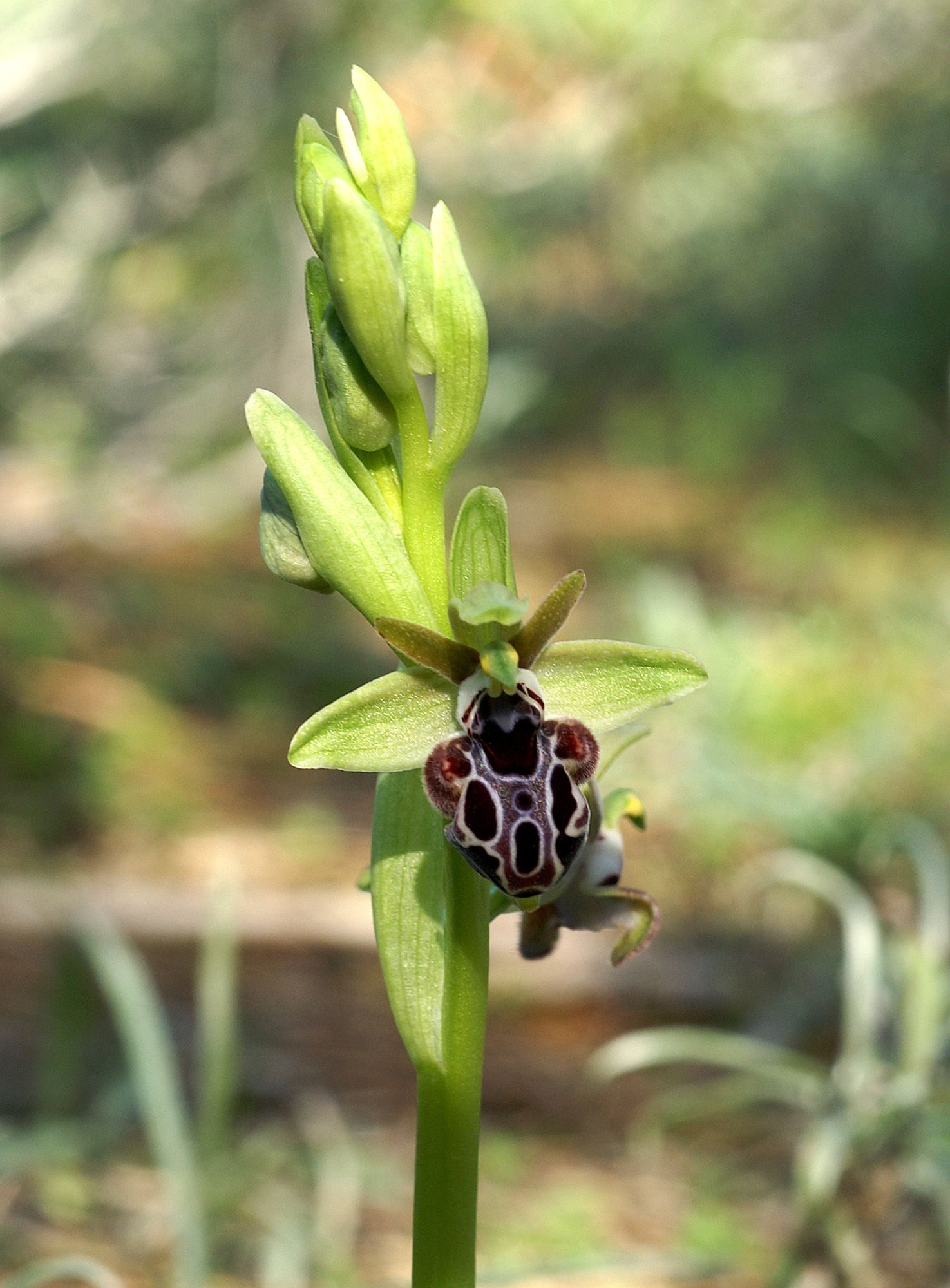